# Músculo piramidal
El músculo piramidal es un músculo que se encuentra en la parte antero-inferior del abdomen, delante del recto mayor; es aplanado, triangular de vértice superior. Únicamente lo posee el 80% de la gente. Su origen está en el pubis y se inserta en la línea alba, contribuyendo a mantenerla en tensión. Sin embargo, su función está poco clara.
Lo inervan los nervios intercostales y abdominogenitales.